# Bolsa de Estudos Rhodes

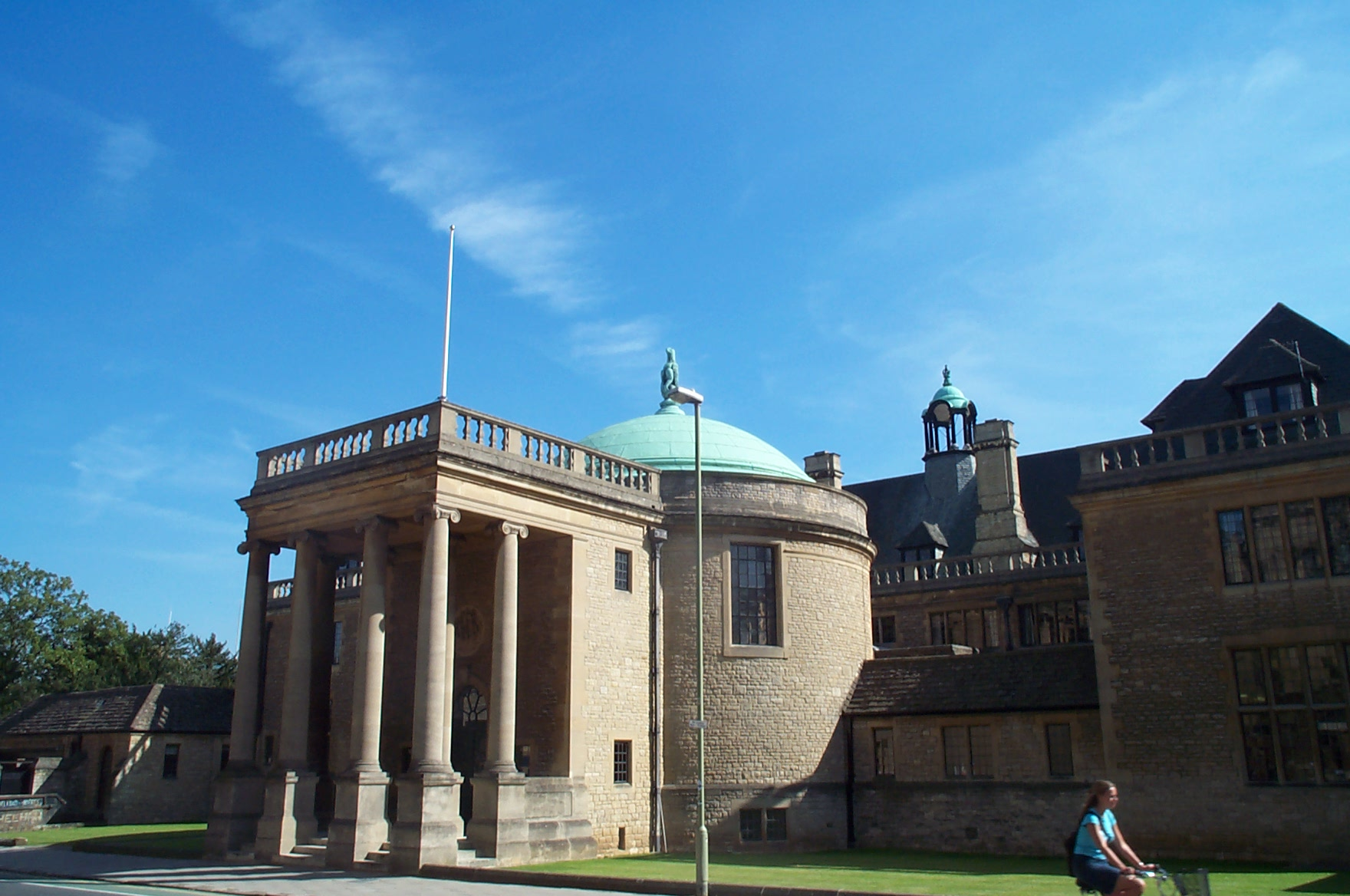
Rhodes House em Oxford, projetada por Sir Herbert Baker

A Bolsa de Estudos Rhodes é um prêmio internacional de pós-graduação para alunos que estudam na Universidade de Oxford. Fundada em 1903, é a bolsa de pós-graduação mais antiga do mundo. É considerado um dos programas internacionais de bolsas de estudo de maior prestígio do mundo. Seu fundador, Cecil John Rhodes, queria promover a unidade entre as nações de língua inglesa e incutir um senso de liderança cívica e fortaleza moral em futuros líderes, independentemente de suas carreiras escolhidas. Inicialmente restrita a candidatos do sexo masculino de países que hoje fazem parte da Commonwealth, Alemanha e Estados Unidos, a bolsa agora está aberta a candidatos de todas as origens e de todo o mundo. Desde sua criação, a controvérsia cercou sua exclusão inicial das mulheres, o fracasso histórico em selecionar negros africanos e a própria posição de Cecil Rhodes como imperialista britânico.
Acadêmicos Rhodes alcançaram distinção como políticos, acadêmicos, cientistas e médicos, autores, empresários e ganhadores do Prêmio Nobel. Muitos acadêmicos se tornaram chefes de estado ou de governo, incluindo o presidente dos Estados Unidos Bill Clinton, o presidente do Paquistão Wasim Sajjad, o primeiro-ministro da Jamaica Norman Manley, o primeiro-ministro de Malta Dom Mintoff e os primeiros-ministros da Austrália Tony Abbott, Bob Hawke e Malcolm Turnbull. Outros bolsistas Rhodes notáveis incluem o cientista vencedor do Prêmio Nobel e descobridor da penicilina Howard Florey, o juiz do Tribunal Constitucional da África do Sul Edwin Cameron, o economista vencedor do Prêmio Nobel Michael Spence, o juiz da Suprema Corte australiana James Edelman, a jornalista e apresentadora de televisão norte-americana Rachel Maddow, a autora Naomi Wolf, o músico Kris Kristofferson, o Secretário de Transporte dos EUA Pete Buttigieg e o jornalista vencedor do Prêmio Pulitzer Ronan Farrow. Alimuddin Zumla recusou uma bolsa de estudos.

## História

### Fundação e motivação
Vários programas internacionais de bolsas de estudo estavam em andamento em 1900. Desde a década de 1880, governos, universidades e indivíduos nas colônias estabeleceram bolsas de estudo de viagem para universidades de origem. Em 1900, a bolsa de estudos de viagem se tornou uma parte importante das visões educacionais das universidades colonizadoras. Serviu como um mecanismo crucial pelo qual buscavam reivindicar sua cidadania do que consideravam o expansivo mundo acadêmico britânico. O programa Rhodes era uma cópia que logo se tornou a versão mais conhecida. O Rhodes Trust estabeleceu as bolsas em 1902 sob os termos estabelecidos no testamento sexto e final de Cecil John Rhodes, datado de 1º de julho de 1899 e anexado por vários codicilos até março de 1902.
As bolsas foram fundadas por dois motivos: para promover a unidade dentro do império britânico e para fortalecer os laços diplomáticos entre a Grã-Bretanha e os Estados Unidos. Nas próprias palavras de Rhodes, "Eu ... desejo encorajar e promover uma apreciação das vantagens que eu acredito implicitamente que resultarão da união dos povos de língua inglesa em todo o mundo e encorajar os alunos da América do Norte que se beneficiariam das Bolsas Americanas." Rhodes também legou bolsas de estudo a estudantes alemães na esperança de que "um bom entendimento entre a Inglaterra, a Alemanha e os Estados Unidos da América garanta a paz do mundo".
Até hoje, controvérsias persistem sobre as crenças anglo-supremacistas de Rhodes, muitas das quais datam de sua confissão de fé em 1877. No entanto, tais convicções não influenciaram a visão final da bolsa. As bolsas são baseadas no testamento final de Rhodes, que afirma que "nenhum aluno será qualificado ou desqualificado para a eleição ... por causa de sua raça ou opiniões religiosas".

## Seleção e seletividade

### Critério de seleção
Em seu testamento, Rhodes especificou que não queria que suas bolsas fossem para "apenas amantes de livros". Ele queria que cada candidato fosse avaliado em relação a:
- suas realizações literárias e escolares
- seu gosto e sucesso em esportes masculinos ao ar livre, como críquete, futebol e similares
- suas qualidades de masculinidade, verdade, coragem, devoção ao dever, simpatia pela proteção dos fracos, bondade, altruísmo e companheirismo
- sua exibição durante os dias escolares de força moral e de instintos para liderar e interessar-se por seus colegas de escola

Em 2018, os mesmos critérios foram revisados: 
- realizações literárias e escolares
- energia para usar seus talentos ao máximo
- verdade, coragem, devoção ao dever, simpatia e proteção dos fracos, bondade, altruísmo e companheirismo
- força moral de caráter e instintos para liderar e se interessar pelos outros

A bolsa de estudos de cada país varia em sua seletividade. Nos Estados Unidos, os candidatos devem primeiro passar por um processo de endosso interno da universidade e, em seguida, prosseguir para um dos 16 comitês de distritos dos EUA. Em 2020, cerca de 2.300 alunos buscaram o endosso de sua instituição para a bolsa americana Rhodes, entre os 953 de 288 instituições endossadas pela universidade, das quais 32 foram eleitos. Como tal, a bolsa americana Rhodes é mais seletiva do que a bolsa Churchill, bolsa Truman, bolsa Marshall, bolsa Fulbright, bolsa Gates e bolsa Mitchell. No Canadá, entre 1997 e 2002, houve uma média de 234 candidatos aprovados pela universidade anualmente para 11 bolsas, com uma taxa de aceitação de 4,7%. Além disso, as províncias canadenses diferem amplamente no número de inscrições recebidas, com Ontário recebendo 58 inscrições em média para 2 vagas (3,4%) e Newfoundland and Labrador recebendo 18 inscrições para 1 vaga (5,7%). De acordo com o Rhodes Trust, a taxa de aceitação global geral é de 0,7%, tornando-a uma das bolsas de estudo mais competitivas do mundo.

## Controvérsias

### Exclusão de mulheres
A Bolsa de Estudos Rhodes foi originalmente, de acordo com a linguagem usada no testamento de Rhodes, aberta apenas a "estudantes do sexo masculino". Essa estipulação não mudaria até 1977. Rhodes desenvolveu sua bolsa de estudos em parte por meio de conversas com William Thomas Stead, editor do The Pall Mall Gazette e confidente de Rhodes, e uma vez um executor do Testamento que foi destituído do papel quando se opôs ao esforço malfadado de Rhodes para tomar o Transvaal . Pouco depois da morte de Rhodes, Stead deu a entender em um artigo publicado sobre o Testamento que sugeriu que Rhodes abrisse as bolsas para mulheres. Mas Rhodes recusou. Nada mais é dito sobre o assunto.
Em 1975, o Parlamento aprovou a Lei de Discriminação Sexual de 1975, que proibia a discriminação com base no sexo, inclusive na educação. Os curadores solicitaram então ao Secretário de Estado da Educação que admitisse mulheres na bolsa e, em 1976, o pedido foi atendido. Em 1977, as mulheres foram finalmente admitidas à bolsa integral. Antes que o Parlamento aprovasse a Lei de 1975, algumas universidades protestaram contra a exclusão das mulheres, nomeando candidatas, que mais tarde foram desqualificadas no nível estadual da competição americana. Em 1977, no primeiro ano em que as mulheres eram elegíveis, 24 mulheres (de um total de 72 bolsistas) foram selecionadas em todo o mundo, com 13 mulheres e 19 homens selecionados nos Estados Unidos. Desde então, a participação feminina média na bolsa de estudos nos Estados Unidos era de cerca de 35%.

### Exclusão de negros africanos
A partir de 1970, os estudiosos começaram a protestar contra o fato de que todos os bolsistas Rhodes da África do Sul eram brancos, com 120 professores de Oxford e 80 dos 145 bolsistas Rhodes residentes na época assinando uma petição pedindo que estudiosos não brancos fossem eleitos em 1971 . :238 O caso da África do Sul foi especialmente difícil de resolver, porque em seu testamento estabelecendo as bolsas de estudo, ao contrário de outros constituintes, Rhodes alocou especificamente quatro bolsas para ex-alunos de quatro escolas secundárias particulares apenas para brancos. De acordo com Schaeper e Schaeper,  :236–237 a questão tornou-se "explosiva" nas décadas de 1970 e 1980, quando os estudiosos argumentaram que a bolsa de estudos deveria ser alterada enquanto os curadores argumentavam que eram impotentes para mudar o testamento. Apesar de tais protestos, somente em 1991, com a ascensão do Congresso Nacional Africano, os sul-africanos negros começaram a ganhar as bolsas.  Das cinco mil bolsas Rhodes concedidas entre 1903 e 1990, cerca de novecentas foram para estudantes da África.